# La Perle égarée
Pour plus de détails, voir Fiche technique et Distribution.

La Perle égarée est un film muet français réalisé par Henri Fescourt, sorti en 1913.

## Fiche technique
- Titre original : La Perle égarée
- Titre alternatif : La Perle bleue
- Réalisation : Henri Fescourt
- Production et distribution : Gaumont
- Durée : 17 minutes (métrage : 313 m)
- Procédé : 35 mm (positif & négatif) / muet / Noir & blanc / 1 x 1,37
- Date de sortie : France : 8 août 1913 (au cinéma Royal de Saint-Étienne)

## Distribution
- Mario
- Madeleine Ramey
- André Luguet
- Jeanne Marie-Laurent
- Ritto